# Eilema elegans
Eilema elegans är en fjärilsart som beskrevs av Butler 1877. Eilema elegans ingår i släktet Eilema och familjen björnspinnare. Inga underarter finns listade i Catalogue of Life.